# Escudo milanés
El escudo fue la moneda del Ducado de Milán vigente hasta el año 1796. Se subdividía en 6 liras, cada una constaba de 20 soldi, cada lira se dividía en 240 denari

## Historia
Fue reemplazado por la lira de la República Cispadana, a razón de una lira Cispadana un escudo. Esta a su vez fue reemplazada en 1797 por la lira de la República Cisalpina, ésta luego lo fue por el franco francés en 1802.

## Monedas
En el siglo XVIII, monedas de plata se han distribuido en denominaciones de 5 soldi, ½, 1 y 1½ lire, ½ y 1 escudo. Las monedas de oro fueron acuñadas también en denominaciones de 1 zecchino, ½ y 1 sovrano y 1 doppia. La República Cispadana emitió monedas de oro valuadas en 20 liras, mientras que la República Cisalpina emitió otras de 30 céntimos de plata y monedas de 1 escudo